# Noční show Davida Lettermana
Noční show Davida Lettermana (v anglickém originále Late Show with David Letterman) byla americká televizní talk show uváděná Davidem Lettermanem na stanici CBS. Vysílána byla v letech 1993–2015. Producentem této show byla Lettermanova společnost Worldwide Pants Incorporated. V České republice ji v roce 2009 vysílala AXN.

## Přehled
Každá show začínala znělkou, ve které bylo možno vidět různé záběry z New Yorku. Během znělky oznámí hlas: „From New York: the greatest city in the world! It's the Late Show with David Letterman!“ (v překladu: „z New Yorku: nejlepšího města na světě! Pozdní show Davida Lettermana!“). Následoval příchod Lettermana, jenž zahájil svůj monolog. Ten měl obvykle vztah k něčemu, co slyšel od publika ještě před zahájením show. Poté představil CBS Orchestra a Paula Shaffera. Následovali různé sketche v podobě různých videoklipů, apod. Po reklamě pak obvykle Letterman četl svůj žebříček Top Ten. Občas byl Top Ten připravený ve spolupráci s nějakou celebritou nebo politikem, jenž ho pak i přečetl. Následně přicházel první host. Po reklamě přicházel druhý host. Celkově byly v show zařazeny tři až čtyři reklamy.
Hlavními scenáristy byli Justin Stangel a Eric Stangel.
Předchůdkyní Late Show byla Late Night with David Letterman, která běžela na stanici NBC od 1982 do 1993.
Late Show byla natáčena v Ed Sullivan Theater v New Yorku.